# Салинцы
Са́линцы (укр. Салинці) — село на Украине, находится в Немировском районе Винницкой области.
Код КОАТУУ — 0523087005. Население по переписи 2011 года составляет 17 (из них двое школьного возраста) человек. Почтовый индекс — 22882. Телефонный код — 4331.
Занимает площадь 0,927 км².Также в селе есть старинная церковь построеная в 1914 году.

## Адрес местного совета
22881, Винницкая область, Немировский р-н, с. Семенки